# Migné-Auxances
Migné-Auxances település Franciaországban, Vienne megyében. Lakosainak száma 6276 fő (2022. január 1.). Migné-Auxances Avanton, Buxerolles, Chasseneuil-du-Poitou, Cissé, Poitiers, Quinçay és Vouneuil-sous-Biard községekkel határos.

## Népesség
A település népességének változása:
| Lakosok száma | 5906 | 5965 | 6128 | 6071 | 6127 | 6154 | 6183 | 6197 | 6276 |
|               | 2013 | 2015 | 2016 | 2017 | 2018 | 2019 | 2020 | 2021 | 2022 |